# 长春市市长列表
以下列出历任长春市市长：

## 中华民国长春市政筹备处处长
- 周玉柄,1929 年。

## 日占长春市政府市长
- 金壁东，

## 满洲国新京特别市公署市长
- 金壁东，大同元年（1932年）3月10日任。
- 韩云阶，康德二年（1935年）5月25日任。
- 植田贡太郎，康德四年（1937年）5月7日署。
- 徐绍卿，康德四年（1937年）7月1日任。
- 于静远，康德五年（1938年）2月10日任。
- 金名世，康德七年（1940年）5月21日任。
- 张联文，康德九年（1942年）9月28日任。
- 于镜涛，康德十二年（1945年）8月11日任。

## 苏联红军管制长春特别市市长
- 于镜涛，1945年8月15日任。
- 曹肇元，1945年8月30日任。
- 刘居英，1945年11月1日任。
- 曹肇元，1945年11月23日任。
- 赵君迈，1945年12月22日任。

## 中国共产党东北民主联军控制长春市市长
- 刘居英，1946年4月18日至5月23日在任。

## 中华民国国民政府长春市市长
- 尚传道，1946年5月23日任。
- 赵君迈，1946年7月27日任。
- 孙桂籍，1947年10月15日任。
- 尚传道，1948年3月1日复任。

## 中华人民共和国长春市市长
- 邹大鹏，1948年10月至1949年5月任。
- 张文海，1949年5月至1950年5月任。
- 申力生，1950年5月至1952年6月代理市长职务。
- 傅雨田，1952年6月至1954年9月任。
- 周光，1954年9月至1958年4月任。
- 陈钟，1958年4月至1968年2月任。
- 任青远，1968年2月至1969年1月任，称市革委会主任。
- 徐仲禹，1969年1月至1969年9月任，称市革委会主任。
- 苏俊禄，1969年9月至1973年5月任，称市革委会主任。
- 刘慈恺，1973年5月至1975年1月任，称市革委会主任。
- 张李明，1975年1月至1977年12月任，称市革委会主任。
- 任青远，1978年1月至1980年5月任，称市革委会主任。
- 冯英奎，1980年5月至1983年11月任。
- 陈振康，1983年11月至1986年1月任。
- 王家桐，1986年1月至1988年1月任。
- 尚振令，1988年1月至1991年3月任。
- 米凤君，1991年3月至1996.06年月任。
- 宋春华，1996年6月至1998年1月任。
- 李述，1998年1月至2002年12月任。
- 祝业精，2002年12月至2007年2月任。
- 崔杰，2007年2月至2012年3月任。
- 姜治莹，2012年3月至2016年6月任。
- 刘长龙，2016年10月至2018年8月任。
- 刘忻，2018年11月至2020年4月任。
- 张志军，2020年5月至2021年7月任。
- 王子联，2021年7月至2025年7月任。
- 顧剛，2025年7月上任。